# John Sparrow David Thompson
Sir John Sparrow David Thompson PC KCMG QC (10 tháng 11 năm 1845 – 12 tháng 12 năm 1894) là chính trị gia, luật sư và thẩm phán người Canada giữ chức Thủ tướng Canada từ năm 1892 đến khi ông qua đời. Trước đó ông từng là Thủ hiến Nova Scotia trong thời gian ngắn năm 1882.